# Big Game
Big Game är ett album av White Lion, släppt den 10 augusti 1989. Det innehåller hitlåtarna "Little Fighter", "Cry for Freedom" och en cover på Golden Earrings "Radar Love".

## Låtlista
1. "Goin' Home Tonight" – 4:57
2. "Dirty Woman" – 3:27
3. "Little Fighter" – 4:23
4. "Broken Home" – 4:59
5. "Baby Be Mine" – 4:10
6. "Living on the Edge" – 5:02
7. "Let's Get Crazy" – 4:52
8. "Don't Say It's Over" – 4:04
9. "If My Mind Is Evil" – 4:56
10. "Radar Love" – 5:59
11. "Cry for Freedom" - 6:09

## Medverkande
- Mike Tramp - sång
- Vito Bratta - gitarr
- James LoMenzo - bas
- Greg d'Angelo - trummor
- Michael Wagener - producent, tekniker, mixning